# Gnomische vormen
Gnomische vormen is een verzamelnaam voor korte wijsheidsliteratuur die raadgevingen of gedachten op pregnante manier uitdrukt in proza of poëzie.
Er zijn zeven soorten gnomische vormen die van elkaar verschillen voornamelijk door nuances of formulering:
- Het aforisme
- Het epigram
- De maxime
- Het raadsel
- De sententia of gnome
- Het spreekwoord
- De spreuk